# Poręby (Domaradz)
Poręby – przysiółek wsi Domaradz w Polsce, położony w województwie podkarpackim, w powiecie brzozowskim, w gminie Domaradz. Leży przy drodze wojewódzkiej nr 884.
W latach 1975–1998 przysiółek należał administracyjnie do województwa krośnieńskiego.